# 郭奉超
郭奉超（？—950年），五代十国人物，邢州尧山县（今河北省隆尧县）人，郭简的孙子，后周太祖郭威的侄子。
后汉末年，郭威在魏州举兵，汉隐帝以兵围郭威在开封府的宅第，郭威夫人张氏与儿子郭青哥、郭意哥，侄子郭奉超、郭守筠、郭定哥全被诛杀。后周建立，广顺元年（951年）二月初一，郭威赠郭奉超为左监门卫将军。周世宗显德四年（957年）四月癸未，下诏：“故皇从弟赠左领军卫将军守愿、赠左监门卫将军奉超、赠左千牛卫将军逊等，顷因季世，不享遐龄，每念非辜，难忘有恸。守愿可赠左卫大将军，奉超右卫大将军，逊右武卫大将军。